# DIN 6799
DIN 6799 er en DIN-standard for en låsering.
| Gevind       |  | M0,8 | M1,2 | M1,5 | M1,9 | M2,3 | M3,2 |
| ------------ |  | ---- | ---- | ---- | ---- | ---- | ---- |
| Diameter d2: |  | 2,25 | 3,25 | 4,25 | 4,8  | 6,3  | 7,3  |
| Afstand a:   |  | 0,58 | 1,01 | 1,28 | 1,61 | 1,94 | 2,7  |
| Tykkelse s:  |  | 0,2  | 0,3  | 0,4  | 0,5  | 0,6  | 0,6  |

| Gevind       |  | M4   | M5   | M6   | M7   | M8   | M9   |
| ------------ |  | ---- | ---- | ---- | ---- | ---- | ---- |
| Diameter d2: |  | 9,3  | 11,3 | 12,3 | 14,3 | 16,3 | 18,8 |
| Afstand a:   |  | 3,34 | 4,11 | 5,26 | 5,84 | 6,52 | 7,63 |
| Tykkelse s:  |  | 0,7  | 0,7  | 0,7  | 0,9  | 1    | 1,1  |

| Gevind       |  | M10  | M12   | M15   | M19   | M24   |
| ------------ |  | ---- | ----- | ----- | ----- | ----- |
| Diameter d2: |  | 20,4 | 23,4  | 29,4  | 37,6  | 44,6  |
| Afstand a:   |  | 8,32 | 10,45 | 12,61 | 15,92 | 21,88 |
| Tykkelse s:  |  | 1,2  | 1,3   | 1,5   | 1,75  | 2     |